# Lythrum portula
Lythrum portula é uma espécie de planta com flor pertencente à família Lythraceae.
A autoridade científica da espécie é (L.) D.A.Webb, tendo sido publicada em Feddes Repertorium 74(1–2): 13. 1967.
O seu nome comum é patinha.

## Descrição
Trata-se de uma planta anual que pode atingir os 30 cm. O caule é normalmente prostado, podem criar raízes nos nós e não apresenta pêlos. As folhas têm margem inteira, e podem atingir os 14 cm de comprimento e 8 de largura, possuem uma disposição oposta, com forma espatulada a obovada. As flores solitárias, são sésseis, e ocorrem nas axilas das folhas, tendo uma simetria hexâmera. O tubo floral pode atingir os 3,5 cm de comprimento e os 2,5 cm de largura, não possui pêlos e apresenta 12 nervuras bem evidenciadas. As sépalas, em número de 6, têm uma forma triangular. As pétalas, em número de 6, são de cor púrpura. Possui 6 estames. O estilete pode atingir a abertura do tubo floral, podendo mesmo ultrapassá-lo. O fruto tem uma forma de globo e as sementes são de cor parda, atingindo 0,5 cm. O número cromossómico diplóide é 10.

## Sinónimos
A espécie tem os seguintes sinónimos:
- Peplis portula L.
- Peplis longidentata (J. Gay) Batt.

## Portugal
Trata-se de uma espécie presente no território português, nomeadamente em Portugal Continental e no Arquipélago dos Açores (onde ocorre na Terceira, Flores, Pico, São Jorge, Faial e São Miguel).
Em termos de naturalidade é nativa das duas regiões atrás indicadas.

## Protecção
Não se encontra protegida por legislação portuguesa ou da Comunidade Europeia.